# Lista över amarantväxternas släkten
Detta är en lista över släkten i familjen amarantväxter alfabetiskt ordnad efter de vetenskapliga namnen. För de släkten som tidigare ingick i mållväxterna anges detta med Chenopodiaceae.

## A
| Vetenskapligt namn     | Auktor         | Svenskt namn  | Källa | Tidigare familj |
| ---------------------- | -------------- | ------------- | ----- | --------------- |
| Achyranthes            | L.             |               | SKUD  |                 |
| Achyropsis             | Benth.&Hook.f. |               | IPNI  |                 |
| Acroglochin            | Schrad.        |               | IPNI  | Chenopodiaceae  |
| Aerva                  | Forsk.         |               | ITIS  |                 |
| Agathophora            | Bunge          |               | IPNI  | Chenopodiaceae  |
| Agriophyllum           | M.Bieb.        |               | IPNI  | Chenopodiaceae  |
| Alexandra              | Bunge          |               | IPNI  | Chenopodiaceae  |
| Allenrolfea            | Kuntze         |               | ITIS  | Chenopodiaceae  |
| Allmania               | R.Br.          |               | IPNI  |                 |
| Alphanisma             | Nutt. ex Moq.  |               | ITIS  | Chenopodiaceae  |
| Alternanthera          | Forsk.         | papegojblad   | ITIS  |                 |
| Amaranthus             | L.             | amaranter     | NRM   |                 |
| Ambrosia → Chenopodium |                |               |       |                 |
| Anabasis               | L.             |               | IPNI  | Chenopodiaceae  |
| Anthochlamys           | Fenzl ex Endl. |               | IPNI  | Chenopodiaceae  |
| Aphanisma              | Nutt. ex Moq.  |               | IPNI  | Chenopodiaceae  |
| Archiatriplex          | G.L.Chu        |               | IPNI  | Chenopodiaceae  |
| Arthraerua             | Schinz         |               | IPNI  |                 |
| Arthrocnemum           | Moq.           |               | ITIS  | Chenopodiaceae  |
| Arthrophytum           | Schrenk        |               | IPNI  | Chenopodiaceae  |
| Atriplex               | L.             | strandmållor  | NRM   | Chenopodiaceae  |
| Axyris                 | L.             | amarantmållor | NRM   | Chenopodiaceae  |

## B
| Vetenskapligt namn   | Auktor           | Svenskt namn | Källa | Tidigare familj |
| -------------------- | ---------------- | ------------ | ----- | --------------- |
| Baolia               | H.W.Kung&G.L.Chu |              | IPNI  | Chenopodiaceae  |
| Bassia               | All.             | kvastmållor  | NRM   | Chenopodiaceae  |
| Beta                 | L.               | betor        | NRM   | Chenopodiaceae  |
| Bienertia            | Bunge            |              | IPNI  | Chenopodiaceae  |
| Blitum → Chenopodium |                  |              |       |                 |
| Blutaparon           | Raf.             |              | ITIS  |                 |
| Borsczowia           | Bunge            |              | IPNI  | Chenopodiaceae  |
| Bosea                | L.               |              | IPNI  |                 |
| Brayulinea           | Small            |              | IPNI  |                 |

## C
| Vetenskapligt namn | Auktor          | Svenskt namn | Källa | Tidigare familj |
| ------------------ | --------------- | ------------ | ----- | --------------- |
| Calicorema         | Hook.f.         |              | IPNI  |                 |
| Camphorosma        | L.              |              | IPNI  | Chenopodiaceae  |
| Celosia            | L.              | celosior     | NRM   |                 |
| Centema            | Hook.f.         |              | IPNI  |                 |
| Centemopsis        | Schinz          |              | IPNI  |                 |
| Centrostachys      | overifierad     |              | ITIS  |                 |
| Ceratocarpus       | Buxb. ex L.     |              | IPNI  | Chenopodiaceae  |
| Ceratoides         | Gagnebin        |              | ITIS  | Chenopodiaceae  |
| Chamissoa          | Kunth           |              | ITIS  |                 |
| Charpentiera       | Gaud.           |              | ITIS  |                 |
| Chenopodium        | L.              | ogräsmållor  | NRM   | Chenopodiaceae  |
| Chionothrix        | Hook.f.         |              | IPNI  |                 |
| Climacoptera       | Botsch.         |              | IPNI  | Chenopodiaceae  |
| Corispermum        | L.              | lusfrön      | NRM   | Chenopodiaceae  |
| Cornulaca          | Delile          |              | IPNI  | Chenopodiaceae  |
| Cremnophyton       | Brullo&P.Pavone |              | IPNI  | Chenopodiaceae  |
| Cyathobasis        | Aellen          |              | IPNI  | Chenopodiaceae  |
| Cyathula           | Blume           |              | ITIS  |                 |
| Cycloloma          | Moq.            |              | NRM   | Chenopodiaceae  |

## D
| Vetenskapligt namn | Auktor          | Svenskt namn | Källa | Tidigare familj |
| ------------------ | --------------- | ------------ | ----- | --------------- |
| Dasysphaera        | Volkens ex Gilg |              | IPNI  |                 |
| Deeringia          | R.Br.           |              | IPNI  |                 |
| Didymanthus        | Endl.           |              | IPNI  | Chenopodiaceae  |
| Digera             | Forssk.         |              | IPNI  |                 |
| Dissocarpus        | F.Muell.        |              | IPNI  | Chenopodiaceae  |
| Dysphania          | R.Br.           |              | NRM   | Chenopodiaceae  |

## E
| Vetenskapligt namn | Auktor        | Svenskt namn | Källa | Tidigare familj |
| ------------------ | ------------- | ------------ | ----- | --------------- |
| Einadia            | Raf.          |              | IPNI  | Chenopodiaceae  |
| Enchylaena         | R.Br.         |              | IPNI  | Chenopodiaceae  |
| Endolepis          | Torr.         |              | ITIS  | Chenopodiaceae  |
| Eremophea          | Paul G.Wilson |              | IPNI  | Chenopodiaceae  |
| Eriochiton         | F.Muell.      |              | IPNI  | Chenopodiaceae  |
| Eriostylos         | C.C.Towns.    |              | IPNI  |                 |
| Exomis             | Fenzl ex Moq. |              | IPNI  | Chenopodiaceae  |

## F
| Vetenskapligt namn | Auktor                         | Svenskt namn | Källa | Tidigare familj |
| ------------------ | ------------------------------ | ------------ | ----- | --------------- |
| Fadenia            | Aellen&C.C.Towns               |              | IPNI  | Chenopodiaceae  |
| Fredolia           | (Coss.&Durieux ex Bunge) Ulbr. |              | IPNI  | Chenopodiaceae  |
| Froelichia         | Moench                         |              | ITIS  |                 |

## G
| Vetenskapligt namn | Auktor           | Svenskt namn  | Källa | Tidigare familj |
| ------------------ | ---------------- | ------------- | ----- | --------------- |
| Gamanthus          | Bunge            |               | IPNI  | Chenopodiaceae  |
| Girgensohnia       | Bunge ex E.Fenzl |               | IPNI  | Chenopodiaceae  |
| Gomphrena          | L.               | klotamaranter | NRM   |                 |
| Gossypianthus      | Hook.            |               | ITIS  |                 |
| Grayia             | Hook.&Arn.       |               | ITIS  | Chenopodiaceae  |
| Guilleminea        | Kunth            |               | ITIS  |                 |

## H
| Vetenskapligt namn | Auktor        | Svenskt namn | Källa | Tidigare familj |
| ------------------ | ------------- | ------------ | ----- | --------------- |
| Hablitzia          | M.Bieb.       | rankspenat   | NRM   | Chenopodiaceae  |
| Halanthium         | K.Koch        |              | IPNI  | Chenopodiaceae  |
| Halarchon          | Bunge         |              | IPNI  | Chenopodiaceae  |
| Halimione          | Aellen        |              | IPNI  | Chenopodiaceae  |
| Halimocnemis       | C.A.Mey.      |              | IPNI  | Chenopodiaceae  |
| Halocharis         | Moq.          |              | IPNI  | Chenopodiaceae  |
| Halocnemum         | M.Bieb.       |              | IPNI  | Chenopodiaceae  |
| Halogeton          | C.A.Mey.      |              | ITIS  | Chenopodiaceae  |
| Halopeplis         | Bunge         |              | IPNI  | Chenopodiaceae  |
| Halosarcia         | Paul G.Wilson |              | IPNI  | Chenopodiaceae  |
| Halostachys        | C.A.Mey.      |              | IPNI  | Chenopodiaceae  |
| Halothamnus        | F.Muell.      |              | IPNI  | Chenopodiaceae  |
| Haloxylon          | Bunge         |              | IPNI  | Chenopodiaceae  |
| Hammada            | Iljin         |              | IPNI  | Chenopodiaceae  |
| Hebanthe           | Mart.         |              | IPNI  |                 |
| Hemichroa          | R.Br.         |              | IPNI  |                 |
| Henonia            | Moq.          |              | IPNI  |                 |
| Herbstia           | Sohmer        |              | IPNI  |                 |
| Hermbstaedtia      | Reichenb.     |              | ITIS  |                 |
| Heterostachys      | Ung.-Sternb.  |              | IPNI  | Chenopodiaceae  |
| Holmbergia         | Hicken        |              | IPNI  | Chenopodiaceae  |
| Horaninovia        | Fisch.&Mey.   |              | IPNI  | Chenopodiaceae  |

## I
| Vetenskapligt namn | Auktor          | Svenskt namn | Källa | Tidigare familj |
| ------------------ | --------------- | ------------ | ----- | --------------- |
| Iljinia            | Korovin&Korovin |              | IPNI  | Chenopodiaceae  |
| Indobanalia        | A.N.Henry&B.Roy |              | IPNI  |                 |
| Irenella           | Suess.          |              | IPNI  |                 |
| Iresine            | P.Br.           | höblomster   | ITIS  |                 |

## K
| Vetenskapligt namn | Auktor       | Svenskt namn | Källa | Tidigare familj |
| ------------------ | ------------ | ------------ | ----- | --------------- |
| Kalidium           | Moq.         |              | IPNI  | Chenopodiaceae  |
| Kirilowia          | Bunge        |              | IPNI  | Chenopodiaceae  |
| Kochia → Bassia    |              |              |       |                 |
| Krascheninnikovia  | Guldenstaedt |              | ITIS  | Chenopodiaceae  |
| Kyphocarpa         | Schinz       |              | IPNI  |                 |

## L
| Vetenskapligt namn | Auktor | Svenskt namn | Källa | Tidigare familj |
| ------------------ | ------ | ------------ | ----- | --------------- |
| Lagenantha         | Chiov. |              | IPNI  | Chenopodiaceae  |
| Lagrezia           | Moq.   |              | IPNI  |                 |
| Leucosphaera       | Gilg   |              | IPNI  |                 |
| Lithophila         | Sw.    |              | ITIS  |                 |
| Lopriorea          | Schinz |              | IPNI  |                 |

## M
| Vetenskapligt namn | Auktor       | Svenskt namn | Källa | Tidigare familj |
| ------------------ | ------------ | ------------ | ----- | --------------- |
| Maireana           | Moq.         |              | SKUD  | Chenopodiaceae  |
| Malacocera         | R.H.Anderson |              | IPNI  | Chenopodiaceae  |
| Manochlamys        | Aellen       |              | IPNI  | Chenopodiaceae  |
| Marcelliopsis      | Schinz       |              | IPNI  |                 |
| Mechowia           | Schinz       |              | IPNI  |                 |
| Microcnemum        | Ung.-Sternb. |              | IPNI  | Chenopodiaceae  |
| Microgynoecium     | Hook.f.      |              | IPNI  | Chenopodiaceae  |
| Microtea           | Sw.          |              | ITIS  | Chenopodiaceae  |
| Monolepis          | Schrad.      |              | NRM   | Chenopodiaceae  |

## N
| Vetenskapligt namn | Auktor            | Svenskt namn | Källa | Tidigare familj |
| ------------------ | ----------------- | ------------ | ----- | --------------- |
| Nanophyton         | Less.             |              | IPNI  | Chenopodiaceae  |
| Nelsia             | Schinz            |              | IPNI  |                 |
| Neobassia          | A.J.Scott         |              | IPNI  | Chenopodiaceae  |
| Neocentema         | Schinz            |              | IPNI  |                 |
| Nitrophila         | S.Wats.           |              | ITIS  | Chenopodiaceae  |
| Noaea              | Moq.              |              | IPNI  | Chenopodiaceae  |
| Nothosaerva        | Wight             |              | IPNI  |                 |
| Nototrichium       | (A.Gray) Hillebr. |              | ITIS  |                 |
| Nucularia          | Batt.             |              | IPNI  | Chenopodiaceae  |
| Nyssanthes         | R.Br.             |              | IPNI  |                 |

## O
| Vetenskapligt namn | Auktor    | Svenskt namn | Källa | Tidigare familj |
| ------------------ | --------- | ------------ | ----- | --------------- |
| Ofaiston           | Raf.      |              | IPNI  | Chenopodiaceae  |
| Oreobliton         | Dur.&Moq. |              | IPNI  | Chenopodiaceae  |
| Osteocarpum        | F.Muell.  |              | IPNI  | Chenopodiaceae  |

## P
| Vetenskapligt namn | Auktor                  | Svenskt namn | Källa | Tidigare familj |
| ------------------ | ----------------------- | ------------ | ----- | --------------- |
| Pachycornia        | Hook.f.                 |              | IPNI  | Chenopodiaceae  |
| Panderia           | Fisch.&Mey.             |              | IPNI  | Chenopodiaceae  |
| Pandiaka           | Benth.&Hook.f.          |              | IPNI  |                 |
| Petrosimonia       | Bunge                   |              | IPNI  | Chenopodiaceae  |
| Pfaffia            | Mart.                   |              | SKUD  |                 |
| Philoxerus         | R.Br.                   |              | ITIS  |                 |
| Physandra          | Botsch.                 |              | IPNI  | Chenopodiaceae  |
| Piptoptera         | Bunge                   |              | IPNI  | Chenopodiaceae  |
| Pleuropetalum      | Hook.f., Benth.&Hook.f. |              | IPNI  |                 |
| Pleuropterantha    | Frasch.                 |              | IPNI  | Chenopodiaceae  |
| Polycnemum         | L.                      | broskörter   | NRM   | Chenopodiaceae  |
| Polyrhabda         | C.C.Towns               |              | IPNI  |                 |
| Proatriplex        | (W.A.Weber) Stutz&Chu   |              | ITIS  | Chenopodiaceae  |
| Pseudogomphrena    | R.E.Fr.                 |              | IPNI  |                 |
| Pseudoplantago     | Suess.                  |              | IPNI  |                 |
| Pseudosericocoma   | Cavaco                  |              | IPNI  |                 |
| Psilotrichopsis    | C.C.Towns               |              | IPNI  |                 |
| Psilotrichum       | Blume                   |              | IPNI  |                 |
| Ptilotus           | R.Br.                   |              | IPNI  |                 |
| Pupalia            | Juss.                   |              | IPNI  |                 |

## Q
| Vetenskapligt namn | Auktor       | Svenskt namn | Källa | Tidigare familj |
| ------------------ | ------------ | ------------ | ----- | --------------- |
| Quaternella        | T.M.Pedersen |              | IPNI  |                 |

## R
| Vetenskapligt namn | Auktor      | Svenskt namn | Källa | Tidigare familj |
| ------------------ | ----------- | ------------ | ----- | --------------- |
| Raphidophyton      | Iljin       |              | IPNI  | Chenopodiaceae  |
| Rhagodia           | R.Br.       |              | IPNI  | Chenopodiaceae  |
| Rosifax            | C.C.Towns   |              | IPNI  |                 |
| Roycea             | C.A.Gardner |              | IPNI  | Chenopodiaceae  |

## S
| Vetenskapligt namn | Auktor                     | Svenskt namn | Källa | Tidigare familj |
| ------------------ | -------------------------- | ------------ | ----- | --------------- |
| Salicornia         | L.                         | glasörter    | NRM   | Chenopodiaceae  |
| Salsola            | L.                         | sodaörter    | NRM   | Chenopodiaceae  |
| Saltia             | R.Br.                      |              | IPNI  |                 |
| Sarcobatus         | Nees                       |              | ITIS  | Chenopodiaceae  |
| Sarcocornia        | A.J.Scott                  |              | ITIS  | Chenopodiaceae  |
| Scleroblitum       | Ulbr.                      |              | IPNI  | Chenopodiaceae  |
| Sclerochlamys      | F.Muell.                   |              | IPNI  | Chenopodiaceae  |
| Sclerolaena        | R.Br.                      |              | NRM   | Chenopodiaceae  |
| Sclerostegia       | Paul G.Wilson              |              | IPNI  | Chenopodiaceae  |
| Seidlitzia         | Bunge ex Boiss.            |              | IPNI  | Chenopodiaceae  |
| Sericocoma         | Fenzl                      |              | IPNI  |                 |
| Sericocomopsis     | Schinz                     |              | IPNI  |                 |
| Sericorema         | Lopr.                      |              | IPNI  |                 |
| Sericostachys      | Gilg&Lopr.                 |              | IPNI  |                 |
| Sevada             | Moq.                       |              | IPNI  | Chenopodiaceae  |
| Siamosia           | K.Larsen&T.Myndel Pedersen |              | IPNI  |                 |
| Spinacia           | L.                         | spenat       | NRM   | Chenopodiaceae  |
| Spirobassia        | Freitag & G.Kadereit       |              | IPNI  | Chenopodiaceae  |
| Stelligera         | A.J.Scott                  |              | IPNI  | Chenopodiaceae  |
| Stilbanthus        | Hook.f.                    |              | IPNI  |                 |
| Suaeda             | Forssk. ex J.F.Gmel.       | saltörter    | NRM   | Chenopodiaceae  |
| Suckleya           | Forsk. ex J.F.Gmel.        |              | ITIS  | Chenopodiaceae  |
| Sympegma           | Bunge                      |              | IPNI  | Chenopodiaceae  |

## T
| Vetenskapligt namn | Auktor        | Svenskt namn | Källa | Tidigare familj |
| ------------------ | ------------- | ------------ | ----- | --------------- |
| Tecticornia        | Hook.f.       |              | IPNI  | Chenopodiaceae  |
| Tegicornia         | Paul G.Wilson |              | IPNI  | Chenopodiaceae  |
| Teloxys            | Moq.          |              | SKUD  | Chenopodiaceae  |
| Threlkeldia        | R.Br.         |              | IPNI  | Chenopodiaceae  |
| Tidestromia        | Standl.       |              | NRM   |                 |
| Traganopsis        | Maire&Wilczek |              | IPNI  | Chenopodiaceae  |
| Traganum           | Delile        |              | IPNI  | Chenopodiaceae  |
| Trichuriella       | Bennet        |              | IPNI  |                 |

## V
| Vetenskapligt namn | Auktor | Svenskt namn | Källa | Tidigare familj |
| ------------------ | ------ | ------------ | ----- | --------------- |
| Volkensinia        | Schinz |              | IPNI  |                 |

## W
| Vetenskapligt namn | Auktor  | Svenskt namn | Källa | Tidigare familj |
| ------------------ | ------- | ------------ | ----- | --------------- |
| Woehleria          | Griseb. |              | IPNI  |                 |

## X
| Vetenskapligt namn | Auktor | Svenskt namn | Källa | Tidigare familj |
| ------------------ | ------ | ------------ | ----- | --------------- |
| Xerosiphon         | Turcz. |              | IPNI  |                 |

## Z
| Vetenskapligt namn | Auktor  | Svenskt namn | Källa | Tidigare familj |
| ------------------ | ------- | ------------ | ----- | --------------- |
| Zuckia             | Standl. |              | ITIS  | Chenopodiaceae  |

## Auktorkällor
- IPNI - International Plant Names Index
- ITIS - Integrated Taxonomic Information System
- NRM - Naturhistoriska riksmuseets checklista
- SKUD - Svensk kulturväxtdatabas